# Goar (Alaans leider)
Goar (vóór 390 – tussen 446 en 450) was een leider van de Alanen in het 5e-eeuwse Gallië. Rond de tijd dat de Vandalen en andere Alanen onder Respendial de Rijn overstaken in 405 of 406, liep de groep Alanen onder Goar al snel over naar de Romeinen. Vervolgens speelde hij in de eerste helft van de vijfde eeuw een rol in de binnenlandse politiek van Gallië.

## Biografie

### Overloop naar de Romeinen
Goar wordt voor het eerst 'Goare' genoemd in het Frigeridusfragment, opgenomen in de Historia Francorum van Gregorius van Tours, dat de Vandaals-Frankische oorlog beschrijft die voorafging aan de Rijnoversteek (de oversteek werd door Prosper Tiro gedateerd op 31 december 406). Volgens Frigeridus brachten de Franken (die foederati van de Romeinen waren) de Vandalen in het verloop van waarschijnlijk meerdere gevechten hevige verliezen toe, waarbij 20.000 Vandaalse krijgers inclusief hun koning Godigisel sneuvelden, en stonden op het punt om de stam uit te roeien. In die tijd – volgens MacDowall (2016) waarschijnlijk in de zomer of herfst van 406 – kwam een andere Alaanse koning, Respendial, de Vandalen te hulp en versloeg de Franken, "hoewel Goar was overgelopen naar de Romeinen." Het is niet duidelijk of Goars Alanen aan deze laatste veldslag deelnamen aan Frankisch-Romeinse zijde of wat er daarna precies gebeurde met Goars Alanen, maar uit andere bronnen blijkt dat zij later door de Romeinen in Gallië bij Orléans een woonplaats aangewezen kregen, terwijl de Vandalen, Sueben en Respendials Alanen uiteindelijk doortrokken naar Spanje. Volgens de kroniek van bisschop Hydatius kwamen de Vandalen als eerste aan in Spanje in september of oktober 409, terwijl Gregorius opmerkt dat de Sueben en Alanen (waarschijnlijk die onder leiding van Respendial) hen later volgden. Het is niet duidelijk waar deze groepen precies vandaan kwamen, hoewel de meeste historici deze Alanen als dezelfde groep zien, die zich rond 380 met toestemming van Gratianus in Pannonia vestigden.

### Usurpatie van Jovinus
Goar wordt vervolgens in 411 genoemd, toen hij en Gundahar, de koning van de Bourgondiërs, samenwerkten bij het het opzetten van de Gallo-Romeinse senator Jovinus als Romeins keizer in Mainz (zoals beschreven door Olympiodorus van Thebe). Op het moment, werd een andere usurpator, Constantijn III, in Arles belegerd door Honorius' generaal, de toekomstige keizer Constantius III. Constantijns aanhangers in Noord-Gallië liepen over naar Jovinus, wat bijdroeg aan de nederlaag van Constantijn. Jovinus dreigde Constantius vervolgens met  "Bourgondiërs, Alemannen, de Franken, Alanen en zijn gehele leger" (vermoedelijk met inbegrip van Goar). Jovinus usurpatie werd twee jaar later neergeslagen, toen de Visigoten Gallië binnentrokken na hun plundering van Rome in het voorgaande jaar. De Visigotische koning Athaulf schaarde zich, na een periode van besluiteloosheid, aan de zijde van de regering van Honorius in Ravenna en versloeg Jovinus bij Valentia. Het Alaanse en Bourgondische antwoord op deze nederlaag is niet overgeleverd in de geschiedschrijving.

### Beleg van Bazas
Na het verslaan van Jovinus kwamen de Visigoten in hernieuwd conflict met Honorius; dit conflict culmineerde in de belegering van Bazas in 414. Volgens Paulinus van Pella, die behoorde tot degenen die op het moment belegerd werden, een zogenaamde insider, werden de Visigoten ondersteund door een groep Alanen (waarvan hij de leider weliswaar beschrijft, maar niet benoemt). Paulinus die reeds eerder  vriendschap had gesloten met deze Alaanse leider, zou hem overtuigd hebben om te breken met de Visigoten en de zijde te kiezen van de Romeinse verdedigers van de stad. De Alaanse leider deed dit en gaf zijn vrouw en zoon aan de Romeinen als gijzelaars. De Visigoten trokken zich daarop uit Bazas terug en vertrokken naar Hispania, terwijl de Alanen zich als Romeinse bondgenoten in Gallië vestigden.
Historici zijn verdeeld over de vraag of Paulinus' naamloze koning met Goar geïdentificeerd moet worden of met een andere onbekende Alaanse leider. Deze onbekende leider heeft mogelijk de Visigoten vanuit Italië of al eerder vergezeld. De eerdere identificatie zou impliceren dat Goar zich na de nederlaag van Jovinus met Athaulf zou hebben verbonden; de tweede hypothese zou impliceren dat zich een tweede, aparte groep van Alanen in Gallië zou hebben gevestigd, onafhankelijk en in aanvulling op de groep van Alanen van Goar.

### Bisschop Germanus van Auxerre
In zijn Leven van Sint Germanus van Auxerre beschrijft Constantius van Lyon een confrontatie tussen Germanus en een koning van de Alanen zo rond 446 n.Chr. Deze koning had opdracht gekregen van Aëtius om een opstand van de Bagaudae in Armorica neer te slaan, maar Germanus haalde hem over om deze aanval uit te stellen, terwijl hij intussen bevestiging van de opdracht vroeg aan de keizer in Italia. Constantius geeft de naam van deze leider als "Eochar", maar veel historici zien dit als een schrijffout voor "Gochar" (Goars naam  verschijnt in sommige bronnen in deze vorm). Andere historici maken bezwaar tegen deze identificatie, omdat dit zou impliceren dat Goars carrière als leider van de Alanen meer dan veertig jaar duurde.
De Chronica Gallica beschrijft een andere concessie van land aan Alanen door Aëtius twee jaar later (442). De op het afgestane land wonende Romeinen verzetten zich en moesten met geweld van hun land worden verdreven. Noch de leider van deze Alanen, noch de precieze ligging van het land wordt in de Chronica vermeld, maar veel historici associëren ook deze gebeurtenis met Goar.
Ook rapporteert de Chronica Gallica van 452 dat een andere Alaanse leider, Sambida, in 440 land kreeg rond Valentia, enkele jaren voor Germanus zijn confrontatie met de Alanen. Als men aanneemt dat er slechts één koninkrijk van de Alanen zou hebben bestaan in Gallië, zou dit betekenen dat Goar reeds vóór 440 opgevolgd was door Sambida en dat Sambida vervolgens door Eochar werd opgevolgd. Als men aan de andere kant twee koninkrijken veronderstelt, zou Eochar identiek kunnen zijn aan Goar, of een opvolger van Goar of een opvolger van Sambida kunnen zijn.
In ieder geval worden Goars Alanen universeel geïdentificeerd met de groep Alanen in de buurt van Orléans, die heeft geholpen de invasie van Attila in 451 af te slaan. Deze Alanen werden op dat moment geleid door Sangiban - wat betekent dat het eind van Goars bewind - tenminste als de identificatie met Eochar wordt aanvaard - ergens tussen 446 en 450 zou liggen.